# Czarna Woda
Czarna Woda [ˈt͡ʂarna ˈvɔda] (deutsch: Schwarzwasser) ist eine Stadt mit knapp dreitausend Einwohnern und Sitz der Stadt-und-Land-Gemeinde Czarna Woda im Powiat Starogardzki in der Woiwodschaft Pommern in Polen. Ihre Fläche beträgt 27,75 km², davon 54 % Waldfläche. Die Stadt befindet sich am Rand der Bory Tucholskie (Tucheler Heide).

## Geschichte
Der Ort wurde im 18. Jahrhundert gegründet, er ging aus einem Landgut der Adelsfamilie Szturmowski hervor. Ab 1818 war er Teil des preußischen Landkreises Preußisch Stargard. In den Jahren 1869 bis 1872 wurde in der Nähe des Ortes eine Bahnstrecke gebaut. Im Jahr 1880 zählte man im Ort 22 Wohngebäude, die Einwohnerzahl wird auf zirka 170 bis 180 geschätzt. 1920 wurde Schwarzwasser auf der Grundlage des Versailler Vertrages Teil Polens. Zwischen 1939 und 1945 war das Dorf von der Wehrmacht besetzt und gehört seit dem Ende des Zweiten Weltkrieges zu Polen.
Am Ende des 19. Jahrhunderts wurde im Ort ein Sägewerk errichtet, in den 1950er Jahren eine Spanplattenfabrik. Czarna Woda erhielt 1993 das Stadtrecht, die Einwohnerzahl betrug im selben Jahr näherungsweise 2700.